# Cervejaria Ritter
A Cervejaria Ritter foi uma cervejaria brasileira, fundada em Pelotas, em 1876, pelo filho de imigrantes alemães, Carlos Ritter. Localizada inicialmente na Rua Tiradentes, sobre a margem do canal de Santa Bárbara, foi mais tarde transferida para a Rua Marechal Floriano, em frente à praça do Pavão. Instalada numa área de 3.054 metros quadrados, possuía nessa época cerca de 80 operários, três maquinistas e três foguistas, além de 
outros pequenos cargos, com uma produção de 4 500 000 garrafas de cerveja anualmente.
Especializou-se na  produção de cervejas, gasosas, água mineral, siphon e refrescos.
Na virada do século XIX era uma das maiores cervejarias do Brasil, produzindo, 4.5 milhões de garrafas por ano. Nessa época já havia obtido prêmios internacionais, devido à qualidade garantida pela importação de equipamentos e técnicos alemães. Em 1911, era responsável pela metade da arrecadação da Mesa de Rendas de Pelotas.
Seus porões são os mais impressionantes do subsolo de Pelotas, tendo sido usados para estoque e fermentação da cerveja produzida na fábrica. 
A cervejaria fundiu-se, em 1889, com a Cervejaria Sul-Riograndense, fundada pelo imigrante alemão Leopoldo Haertel. 
Suas atividades foram encerradas na década de 1940 quando foi comprada pela Cervejaria Brahma, não tendo sido utilizada mais para a produção de cerveja ou outros produtos, apenas como depósito e distribuidora. A compra teve como finalidade fechar a cervejaria de Pelotas e acabar definitivamente com a concorrência que esta fazia. 

## Produtos
A Cervejaria Ritter produzia entre outros produtos:
- Cerveja Pilsen
- Cerveja Pelotense
- Cerveja Ritter Bräu
- Cerveja Maerzen
- Cerveja Americana
- Gasosa Espumantina